# Winthemia neowinthemioides
Winthemia neowinthemioides är en tvåvingeart som först beskrevs av Townsend 1928.  Winthemia neowinthemioides ingår i släktet Winthemia och familjen parasitflugor. Inga underarter finns listade i Catalogue of Life.